# Azoia
Azoia est une freguesia portugaise située dans le District de Leiria.
Avec une superficie de 12,43 km2 et une population de 2 269 habitants (2001), la paroisse possède une densité de 182,5 hab/km2.